# Lampides sarsina
Lampides sarsina är en fjärilsart som beskrevs av Hans Fruhstorfer 1916. Lampides sarsina ingår i släktet Lampides och familjen juvelvingar. Inga underarter finns listade i Catalogue of Life.